# Pierre Geay (acteur)
Pour les articles homonymes, voir Geay et Pierre Geay.
Pierre Geay, né le 8 mai 1893 à Saintes où il est mort le 27 octobre 1973, est un acteur et auteur dramatique français. 
On lui doit de nombreuses adaptations de textes pour la radio.

## Biographie
Pierre Geay commence sa carrière au théâtre en 1912. 
Dès 1923, il interprète des rôles pour le théâtre radiophonique et donne des lectures de poésies. Il joue régulièrement sous la direction de Gaston Baty au théâtre Montparnasse et écrit son premier texte dramatique, L'Île blanche : chronique de l'expédition aéro-Nord-polaire de 1897 créé sur Radio-Paris en 1938. Il tourne en 1929 dans Les Trois Masques, considéré comme le premier film parlant français.
Outre la rédaction ou l'adaptation d’œuvres destinées à la radio, il effectue aussi des recherches en archéologie et en aéronautique et devient conservateur du musée éducatif de la Préhistoire de Saintes qu'il fonde avec Michel et Jacqueline Poupet. Membre de l'Académie de Saintonge (1972), il travaille aussi, avec Robert Colle et Bernard Mounier, sous l'autorité d'Henri Breuil à la première ébauche du musée de La Roche-Courbon mais meurt en 1973.

## Œuvres
Adaptations radiophoniques
- 1959 : La Maison du chien qui hurle de Georges Grécourt
- 1961 : Carnaval de Venise de Paul Reboux
- 1962 : Le Bazar de la Charité de Paul Morand
- 1971 : Ceux qui ne furent pas vaincus, l'épopée des ballons-postes de Pierre Geay

Comédien
- 1931 : Les Coulisses de l'âme, pièce en un acte de Nicolas Evreinoff, mise en scène de Gabriel-Emme et Ray-Roy : Moi rationnel
- 1936 : Madame Bovary de Gustave Flaubert, mise en scène de Gaston Baty : Binet
- 1939 : Dulcinée, tragi-comédie en deux parties et huit tableaux de Gaston Baty : L'Hidalgo
- 1941 : La Mégère apprivoisée, comédie de Georges de La Fouchardière d'après William Shakespeare, adaptation et mise en scène de Gaston Baty : un comédien
- 1945 : Lorenzaccio d'Alfred de Musset, adaptation et mise en scène de Gaston Baty : le marquis Cibo

Filmographie
- 1929 : Les Trois Masques, film dramatique d'André Hugon
- 1931 : Sirocco (La Rose du souk) de Jacques Séverac